# Жасінту Жуан
Жасінту Жуан (порт. Jacinto João, 25 січня 1944, Луанда — 29 жовтня 2004) — португальський футболіст, що грав на позиції півзахисника, насамперед за «Віторію» (Сетубал), а також національну збірну Португалії.

## Клубна кар'єра
У дорослому футболі дебютував 1965 року виступами за команду «Віторія» (Сетубал), в якій протягом десяти сезонів взяв участь у 205 матчах чемпіонату.
Протягом 1975—1976 років грав у Бразилії за «Португеза Деспортос», після чого повернувся до «Віторії» (Сетубал), де відіграв останні три сезони професійної футбольної кар'єри.

## Виступи за збірну
1968 року дебютував в офіційних матчах у складі національної збірної Португалії.
Загалом протягом кар'єри у національній команді, яка тривала 7 років, провів у її формі 10 матчів, забивши 2 голи.
Помер 29 жовтня 2004 року на 61-му році життя.